# Liste des châteaux de l'Allier
Cet article recense de manière non exhaustive les châteaux (de défense ou d'agrément), maisons fortes, mottes castrales, situés dans le département français de l'Allier.

## Liste
| Icône            | Signification    | Abréviations             | Abréviations                  | Abréviations             | Abréviations           |
| ---------------- | ---------------- | ------------------------ | ----------------------------- | ------------------------ | ---------------------- |
| Château fort     | Château fort     | = Bastide                | = Ferme fortifiée             | = Maison forte           | = (Néo-)Palladianisme  |
| Renaissance      | Renaissance      | = Château gascon         | = Folie (montpelliéraine)     | = Manoir, Gentilhommière | = Résidence épiscopale |
| Domaine viticole | Domaine viticole | = Classicisme, classique | = Forteresse, fort(ification) | = Maison (noble)         | = Style Beaux-Arts     |
| Palais           | Palais           | = Commanderie            | = Gothique (flamboyant)       | = Néo-baroque            | = Style Second Empire  |
| Ruine ou disparu | Ruine, disparu   | = Château pinardier      | = Hôtel particulier           | = Néo-classique          | = Style italianisant   |
|                  |                  | = Demeure seigneuriale   | ... = Style Louis XII...XVI   | = Néo-gothique           | = Style troubadour     |
|                  |                  | = Éclectisme             | = Logis (seigneurial)         | = Néo-Renaissance        | = Villa (de Nice)      |
| Baroque, rococo  | Baroque, rococo  | = Édifice religieux      | = Motte castrale/féodale      | = Pavillon de chasse     | = Styles du XXe siècle |

| Type                                              | Château                                 | Commune                        | Protection                                                              | Notes                                                     | Coordonnées                 | Illustration |
| ------------------------------------------------- | --------------------------------------- | ------------------------------ | ----------------------------------------------------------------------- | --------------------------------------------------------- | --------------------------- | ------------ |
| Château fort                                      | Château des Aix                         | Meillard                       | Classé MH (1989) · Inscrit MH (2001) · Notice no PA00093155             | XIVe et XVIIIe siècles, visitable                         | 46° 22′ 39″ N, 3° 11′ 25″ E |              |
| Pavillon de chasse                                | Château des Alliers                     | Meaulne-Vitray                 |                                                                         | XVIIe siècle                                              | 46° 35′ 15″ N, 2° 37′ 53″ E |              |
| Château fort · Ruine ou disparu                   | Château d'Artangues                     | Chareil-Cintrat                | Inscrit MH (1978) · Notice no PA00093042                                | Moyen Âge et XVIIe siècle, visitable                      | 46° 16′ 14″ N, 3° 13′ 28″ E |              |
| Château fort                                      | Château de l'Augère                     | Agonges                        | Inscrit MH (2000) · Notice no PA03000006                                | Moyen Âge et XIXe siècle, visitable                       | 46° 37′ 19″ N, 3° 09′ 52″ E |              |
| Château fort                                      | Château d'Avrilly                       | Trévol                         | Classé MH (2021) · Notice no PA00093321                                 | XVe et XIXe siècles, visitable                            | 46° 38′ 22″ N, 3° 17′ 18″ E |              |
| Classicisme, classique                            | Château de Bagnard                      | Bizeneuille                    |                                                                         |                                                           | 46° 24′ 42″ N, 2° 44′ 51″ E |              |
| Néo-gothique                                      | Château de Balaine                      | Villeneuve-sur-Allier          | Classé MH (1993) · Notice no PA00093423                                 | XIXe siècle, arboretum, visitable                         | 46° 41′ 49″ N, 3° 14′ 47″ E |              |
| Classicisme, classique                            | Château de La Barre                     | Château-sur-Allier             |                                                                         |                                                           | 46° 47′ 26″ N, 2° 59′ 44″ E |              |
| Classicisme, classique                            | Château de la Baume                     | Le Veurdre                     | Inscrit MH (1991) · Notice no PA00093415                                | XVIIIe siècle                                             | 46° 45′ 13″ N, 3° 02′ 44″ E |              |
| Renaissance                                       | Château de Beaulon                      | Beaulon                        | Inscrit MH (1972) · Notice no PA00092985                                | XIXe siècle, style Louis XVI                              | 46° 36′ 01″ N, 3° 40′ 14″ E |              |
| Château fort                                      | Château de Beauvoir                     | Saint-Pourçain-sur-Besbre      | Inscrit MH (2005) · Notice no PA00093285                                | XIIe et XVe siècles, visitable                            | 46° 28′ 00″ N, 3° 38′ 05″ E |              |
| Maison (noble)                                    | Château des Bédaures                    | Trévol                         |                                                                         | XIXe siècle, maison bourgeoise                            | 46° 38′ 06″ N, 3° 20′ 46″ E |              |
| Classicisme, classique                            | Château de Béguin                       | Lurcy-Lévis                    |                                                                         |                                                           | 46° 43′ 16″ N, 2° 55′ 16″ E |              |
| Château fort                                      | Château de Bellenaves                   | Bellenaves                     | Inscrit MH (2002) · Notice no PA00092988                                | XIVe siècle                                               | 46° 11′ 59″ N, 3° 04′ 38″ E |              |
| Néo-classique                                     | Château de Bellevue                     | Yzeure                         |                                                                         | XIXe siècle                                               | 46° 33′ 43″ N, 3° 20′ 46″ E |              |
|                                                   | Château de la Bergerie                  | Dompierre-sur-Besbre           | Notice no IA03000220                                                    | XIXe siècle                                               | 46° 32′ 09″ N, 3° 41′ 42″ E |              |
| Maison forte                                      | Château de Bien-Assis                   | Montluçon                      | Inscrit MH (2016) · Notice no PA00093167                                | XVe siècle, maison forte                                  | 46° 20′ 36″ N, 2° 34′ 33″ E |              |
| Château fort · Ruine ou disparu                   | Château de Billy                        | Billy                          | Classé MH (1921) · Inscrit MH (1929) · Notice no PA00093002             | XIIIe siècle, visitable                                   | 46° 14′ 12″ N, 3° 25′ 43″ E |              |
| Château fort                                      | Château de Blanzat                      | Chareil-Cintrat                | Inscrit MH (2004) · Notice no PA03000022                                | XVe siècle                                                | 46° 15′ 26″ N, 3° 12′ 27″ E |              |
| Maison forte                                      | Château de Bompré                       | Barberier                      | Inscrit MH (1989) · Classé MH (1994) · Notice no PA00093381             | XVe siècle, maison forte                                  | 46° 14′ 06″ N, 3° 15′ 14″ E |              |
| Maison (noble)                                    | Château du Bost                         | Bellerive-sur-Allier           | Notice no IA00063456                                                    | XVe siècle, maison de retraite, hôtel-restaurant          | 46° 06′ 44″ N, 3° 23′ 38″ E |              |
| Style Louis XIII                                  | Château de la Boube                     | Chevagnes                      | Inscrit MH (1988) · Notice no PA00093060                                | XVIIe siècle, style Louis XIII                            | 46° 37′ 33″ N, 3° 33′ 39″ E |              |
|                                                   | Château de Boucherolles                 | Treban                         | Inscrit MH (1973) · Notice no PA00093319                                | XVIe siècle                                               | 46° 24′ 03″ N, 3° 10′ 55″ E |              |
|                                                   | Château de La Boulaize                  | Montaigu-le-Blin               |                                                                         | XVIIe siècle                                              | 46° 17′ 45″ N, 3° 30′ 33″ E |              |
| Château fort · Ruine ou disparu                   | Château de Bourbon-l'Archambault        | Bourbon-l'Archambault          | Classé MH (1862) · Notice no PA00093010                                 | XIIe siècle, forteresse médiévale, visitable              | 46° 35′ 18″ N, 3° 03′ 31″ E |              |
| Néo-classique · Néo-gothique                      | Château de Bressolles                   | Bressolles                     |                                                                         | XIIIe et XIXe siècles, néo-classique et néo-gothique      | 46° 31′ 46″ N, 3° 18′ 57″ E |              |
| Maison (noble)                                    | Château du Breuil                       | Agonges                        |                                                                         | XVIIIe siècle, maison bourgeoise                          | 46° 36′ 43″ N, 3° 08′ 04″ E |              |
| Maison forte                                      | Château des Brosses                     | Agonges                        |                                                                         | XVIIe siècle, maison forte                                | 46° 37′ 40″ N, 3° 10′ 11″ E |              |
| Château fort · Néo-gothique                       | Château de Busset                       | Busset                         | Classé MH (1981) · Inscrit MH (1945, 1990, 1993) · Notice no PA00093029 | XIVe et XIXe siècles, néo-gothique, visitable             | 46° 03′ 47″ N, 3° 30′ 36″ E |              |
|                                                   | Château de La Chaise (Château du Riau)  | Monétay-sur-Allier             |                                                                         | XVe siècle                                                | 46° 22′ 25″ N, 3° 18′ 25″ E |              |
| Maison forte                                      | Château du Chambon                      | Saint-Rémy-en-Rollat           | Inscrit MH (1977) · Notice no PA00093290                                | XIVe et XVIIe siècles                                     | 46° 11′ 52″ N, 3° 23′ 55″ E |              |
|                                                   | Château de Chambonnet                   | Dompierre-sur-Besbre           | Inscrit MH (2001) · Notice no PA03000011                                | XVIe siècle, tour circulaire autonome                     | 46° 29′ 47″ N, 3° 40′ 41″ E |              |
| Néo-gothique                                      | Château de Champigny                    | Haut-Bocage                    |                                                                         |                                                           | 46° 30′ 01″ N, 2° 37′ 52″ E |              |
| Château fort                                      | Château de Chappes                      | Ferrières-sur-Sichon           | Inscrit MH (1992) · Notice no PA00093421                                | XVe et XVIIIe siècles                                     | 46° 01′ 30″ N, 3° 38′ 42″ E |              |
| Maison forte · Renaissance                        | Château de Chareil-Cintrat              | Chareil-Cintrat                | Classé MH (1992) · Notice no PA00093043                                 | XVIe et XVIIIe siècles, visitable                         | 46° 15′ 57″ N, 3° 13′ 27″ E |              |
|                                                   | Château de Charmeil                     | Charmeil                       | Notice no IA00063291                                                    | XVIIe siècle                                              | 46° 09′ 36″ N, 3° 23′ 48″ E |              |
|                                                   | Château de Charnes                      | Marigny                        | Inscrit MH (1992) · Notice no PA00093418                                | XVIIe et XIXe siècles                                     | 46° 35′ 33″ N, 3° 12′ 25″ E |              |
|                                                   | Château de La Charnée                   | Le Veurdre                     |                                                                         | XIIIe siècle                                              | 46° 44′ 33″ N, 3° 03′ 29″ E |              |
|                                                   | Château de la Chassaigne                | Chevagnes                      |                                                                         | XVIe siècle                                               | 46° 35′ 42″ N, 3° 34′ 20″ E |              |
|                                                   | Château de Chaumejean                   | Verneuil-en-Bourbonnais        |                                                                         | XVe et XIXe siècles                                       | 46° 20′ 39″ N, 3° 14′ 47″ E |              |
| Néo-gothique · Néo-Renaissance · Style Louis XIII | Château de la Chaussière                | Vieure                         | Inscrit MH (2007) · Notice no PA00093365                                | XIXe siècle                                               | 46° 30′ 49″ N, 2° 53′ 18″ E |              |
| Style Louis XIII                                  | Château de Chazeuil                     | Varennes-sur-Allier (Chazeuil) |                                                                         | XVIIe et XIXe siècles                                     | 46° 19′ 55″ N, 3° 23′ 17″ E |              |
| Château fort                                      | Château de Chouvigny                    | Chouvigny                      |                                                                         | 1250, visitable                                           | 46° 07′ 29″ N, 2° 59′ 38″ E |              |
| Motte castrale ou féodale · Maison forte          | Château de Chouvigny                    | Haut-Bocage (Givarlais)        | Inscrit MH (1990) · Notice no PA00093394                                | XIVe et XVIIe siècles                                     | 46° 26′ 19″ N, 2° 38′ 40″ E |              |
| Motte castrale ou féodale · Néo-gothique          | Château de Clusors                      | Saint-Menoux                   | Inscrit MH (2012) · Notice no PA03000048                                | XIVe et XIXe siècles                                      | 46° 35′ 37″ N, 3° 09′ 22″ E |              |
| Commanderie                                       | Château de la Commanderie               | Le Mayet-d'École               |                                                                         | XIIe et XIVe siècles                                      | 46° 09′ 49″ N, 3° 14′ 14″ E |              |
| Château fort                                      | Château de la Condemine                 | Buxières-les-Mines             | Inscrit MH (1928) · Notice no PA00093031                                | XIVe siècle                                               | 46° 28′ 31″ N, 2° 58′ 11″ E |              |
| Château fort                                      | Château de Cordeboeuf                   | Paray-sous-Briailles           |                                                                         | XVe siècle                                                | 46° 17′ 43″ N, 3° 22′ 30″ E |              |
| Néo-Renaissance                                   | Château de la Cour                      | Contigny                       |                                                                         | Moyen Âge, XVIIIe et XIXe siècles                         | 46° 21′ 01″ N, 3° 17′ 53″ E |              |
| Château fort · Classicisme, classique             | Château de la Cour-en-Chapeau           | Chapeau                        | Classé MH (1972) · Notice no PA00093037                                 | XVe et XVIe siècles                                       | 46° 29′ 17″ N, 3° 30′ 56″ E |              |
| Château fort · Ruine ou disparu · Néo-Renaissance | Château de la Crête                     | Audes                          | Inscrit MH (2006) · Notice no PA03000029                                | XIVe et XIXe siècles                                      | 46° 27′ 28″ N, 2° 32′ 20″ E |              |
| Néo-classique                                     | Château du Creux                        | Vallon-en-Sully                | Inscrit MH (1992) · Classé MH (1995) · Notice no PA00093327             | XVIIIe et XIXe siècles                                    | 46° 33′ 01″ N, 2° 39′ 23″ E |              |
|                                                   | Château de Demoret                      | Trévol                         |                                                                         |                                                           |                             |              |
|                                                   | Château de Douzon                       | Étroussat                      |                                                                         |                                                           |                             |              |
|                                                   | Château des ducs de Bourbon à Montluçon | Montluçon                      |                                                                         | XIIIe et XIVe siècles, visitable                          |                             |              |
|                                                   | Château des Écherolles                  | La Ferté-Hauterive             |                                                                         |                                                           |                             |              |
|                                                   | Château des Étourneaux                  | Montluçon                      |                                                                         |                                                           |                             |              |
|                                                   | Château de la Fauconnière               | Gannat                         |                                                                         |                                                           |                             |              |
|                                                   | Château de Ferrières                    | Ferrières-sur-Sichon           |                                                                         | Donjon                                                    |                             |              |
| Manoir, gentilhommière                            | Château des Écossays                    | Bresnay                        |                                                                         |                                                           | 46° 27′ 03″ N, 3° 14′ 23″ E |              |
|                                                   | Château de la Fin                       | Thiel-sur-Acolin               |                                                                         |                                                           |                             |              |
| Château fort                                      | Château de l'Épine                      | Agonges                        | Inscrit MH (1992) · Notice no PA00093417                                | Moyen Âge                                                 | 46° 38′ 46″ N, 3° 09′ 28″ E |              |
| Maison forte                                      | Château de Fontariol                    | Theil                          |                                                                         | visitable                                                 |                             |              |
|                                                   | Château des Fougis                      | Thionne                        |                                                                         |                                                           |                             |              |
|                                                   | Château de Fouranges                    | Broût-Vernet                   |                                                                         |                                                           |                             |              |
| Château fort                                      | Château de Fourchaud                    | Besson                         |                                                                         |                                                           |                             |              |
|                                                   | Château de Fourilles                    | Fourilles                      |                                                                         |                                                           |                             |              |
|                                                   | Château de Fretaise                     | Ronnet                         |                                                                         |                                                           |                             |              |
| Château fort                                      | Château de Gannat                       | Gannat                         |                                                                         | visitable                                                 |                             |              |
|                                                   | Château des Garennes                    | Verneuil-en-Bourbonnais        |                                                                         |                                                           |                             |              |
|                                                   | Château de Givry                        | Bresnay                        |                                                                         |                                                           |                             |              |
|                                                   | Château du Goutay                       | Saint-Menoux                   |                                                                         |                                                           |                             |              |
|                                                   | Château de Gouttières                   | Saint-Genest                   |                                                                         |                                                           |                             |              |
| Néo-classique                                     | Château de Grand-Champ                  | Bizeneuille                    | Inscrit MH (1997) · Notice no PA03000001                                | XIXe siècle                                               | 46° 24′ 58″ N, 2° 44′ 50″ E |              |
| Maison forte                                      | Château des Granges                     | Escurolles                     |                                                                         |                                                           |                             |              |
|                                                   | Château de la Grillière                 | Monétay-sur-Allier             |                                                                         |                                                           |                             |              |
| Château fort                                      | Château des Guichardots                 | Saint-Gérand-de-Vaux           |                                                                         |                                                           |                             |              |
|                                                   | Château des Guillaumets                 | Beaune-d'Allier                |                                                                         |                                                           |                             |              |
| Ruine ou disparu                                  | Château d'Hérisson                      | Hérisson                       |                                                                         | visitable                                                 |                             |              |
|                                                   | Château de Jaligny-sur-Besbre           | Jaligny-sur-Besbre             |                                                                         |                                                           |                             |              |
|                                                   | Château de Jenzat                       | Jenzat                         |                                                                         |                                                           |                             |              |
|                                                   | Château de Joulet                       | Yzeure                         |                                                                         |                                                           |                             |              |
|                                                   | Château de Laly                         | Montet                         |                                                                         | manoir                                                    |                             |              |
| Château fort                                      | Château de la Lande                     | Rocles                         |                                                                         | XIVe siècle                                               |                             |              |
|                                                   | Château de la Lande                     | Vallon-en-Sully                |                                                                         |                                                           |                             |              |
|                                                   | Château de Langlard                     | Mazerier                       |                                                                         |                                                           |                             |              |
|                                                   | Château des Launays                     | Pierrefitte-sur-Loire          |                                                                         |                                                           |                             |              |
|                                                   | Château de Lévis                        | Lurcy-Lévis                    |                                                                         |                                                           |                             |              |
| Maison forte                                      | Château de Logères                      | Châtel-de-Neuvre               |                                                                         | maison forte                                              |                             |              |
|                                                   | Château de Longbost                     | Archignat                      |                                                                         |                                                           |                             |              |
|                                                   | Château du Lonzat                       | Jaligny-sur-Besbre             |                                                                         |                                                           |                             |              |
|                                                   | Château du Lonzat                       | Marcenat                       |                                                                         |                                                           |                             |              |
|                                                   | Château du Petit Luçay                  | Agonges                        |                                                                         |                                                           |                             |              |
|                                                   | Château du Grand Luçay                  | Agonges                        |                                                                         |                                                           |                             |              |
|                                                   | Château de Lyonne                       | Cognat-Lyonne                  |                                                                         |                                                           |                             |              |
| Palais                                            | Tour de la Mal-Coiffée                  | Moulins                        |                                                                         | visitable                                                 |                             |              |
|                                                   | Château de la Matray                    | Souvigny                       |                                                                         |                                                           |                             |              |
|                                                   | Château de Mauvaisinière                | Bizeneuille                    |                                                                         |                                                           |                             |              |
|                                                   | Château du Méage                        | Rongères                       |                                                                         | visitable                                                 |                             |              |
| Néo-Renaissance                                   | Château des Melays                      | Neuvy                          | Inscrit MH (2016) · Notice no PA03000051                                | XIXe et XXe siècles                                       | 46° 34′ 32″ N, 3° 16′ 11″ E |              |
| Château fort                                      | Château de Mirebeau                     | Trévol                         |                                                                         |                                                           |                             |              |
|                                                   | Château des Modières                    | Villebret                      |                                                                         |                                                           |                             |              |
|                                                   | Château de Montcoquier                  | Monétay-sur-Allier             |                                                                         |                                                           |                             |              |
| Manoir, gentilhommière                            | Château de Montgarnaud                  | Neuvy                          |                                                                         | XVIIIe siècle                                             | 46° 33′ 46″ N, 3° 16′ 03″ E |              |
| Château fort                                      | Château de la Mothe                     | Vicq                           |                                                                         |                                                           |                             |              |
|                                                   | Château de La Motte                     | Louchy-Montfand                |                                                                         |                                                           |                             |              |
| Maison forte                                      | Château de La Motte-Mazerier            | Mazerier                       | Inscrit MH (2021) · Notice no PA03000062                                | Moyen Âge                                                 | 46° 07′ 20″ N, 3° 11′ 09″ E |              |
| Château fort                                      | Château de Montaigu-le-Blin             | Montaigu-le-Blin               |                                                                         | visitable                                                 |                             |              |
| Ruine ou disparu                                  | Château de Montbillon                   | Saint-Sornin                   |                                                                         | XVIIIe et XIXe siècles                                    |                             |              |
|                                                   | Château de Montgeorges                  | Chavenon                       |                                                                         |                                                           |                             |              |
| Ruine ou disparu                                  | Château de Montgilbert                  | Ferrières-sur-Sichon           |                                                                         | XIIIe et XVe siècles, visitable                           |                             |              |
|                                                   | Tour du Moulin Neuf                     | Châtel-de-Neuvre               |                                                                         |                                                           |                             |              |
| Ruine ou disparu                                  | Château de Nades                        | Nades                          |                                                                         | détruit                                                   |                             |              |
| Ruine ou disparu                                  | Château de Naves                        | Naves                          |                                                                         |                                                           |                             |              |
|                                                   | Château de Neureux                      | Lurcy-Lévis                    |                                                                         |                                                           |                             |              |
| Néo-Renaissance                                   | Château de Neuville                     | Neuvy                          |                                                                         | XIXe siècle                                               | 46° 32′ 46″ N, 3° 17′ 10″ E |              |
|                                                   | Château de Nomazy                       | Moulins                        |                                                                         |                                                           |                             |              |
|                                                   | Château d'Origny                        | Neuvy                          |                                                                         |                                                           |                             |              |
| Château fort · Ruine ou disparu                   | Château de l'Ours                       | Sainte-Thérence                |                                                                         |                                                           |                             |              |
|                                                   | Château de La Pacaudière                | Braize                         |                                                                         |                                                           |                             |              |
| Château fort · Renaissance                        | Château de La Palice                    | Lapalisse                      |                                                                         | visitable                                                 |                             |              |
| Château fort                                      | Château de Panloup                      | Yzeure                         |                                                                         |                                                           |                             |              |
|                                                   | Château de Paray                        | Bessay-sur-Allier              |                                                                         |                                                           |                             |              |
| Château fort                                      | Château de Paslières                    | Chambérat                      |                                                                         |                                                           |                             |              |
|                                                   | Château du Pavillon                     | Chevagnes                      |                                                                         |                                                           |                             |              |
|                                                   | Château de Pérassier                    | Néris-les-Bains                |                                                                         |                                                           |                             |              |
|                                                   | Château de Percenat                     | Barberier                      |                                                                         |                                                           |                             |              |
|                                                   | Château de Petit Bois                   | Cosne-d'Allier                 |                                                                         | Hôtel - restaurant                                        | 46° 28′ 29″ N, 2° 50′ 16″ E |              |
|                                                   | Château de Peufeilhoux                  | Vallon-en-Sully                |                                                                         | visitable                                                 |                             |              |
|                                                   | Château du Plaix                        | Meaulne-Vitray                 |                                                                         |                                                           |                             |              |
|                                                   | Château de Pomay                        | Lusigny                        |                                                                         |                                                           |                             |              |
|                                                   | Château de La Pommeraye                 | Agonges                        | Inscrit MH (2001) · Notice no PA03000013                                |                                                           |                             |              |
|                                                   | Château de Poncenat                     | Montaigu-le-Blin               |                                                                         |                                                           |                             |              |
| Manoir, gentilhommière                            | Château de Pontcharraud                 | Ainay-le-Château               |                                                                         |                                                           | 46° 42′ 16″ N, 2° 42′ 43″ E |              |
|                                                   | Château des Prugnes                     | Vallon-en-Sully                |                                                                         |                                                           |                             |              |
| Manoir, gentilhommière                            | Manoir des Quillets                     | Trézelles                      |                                                                         |                                                           | 46° 18′ 08″ N, 3° 36′ 33″ E |              |
|                                                   | Château de Quinssat                     | Abrest                         |                                                                         |                                                           |                             |              |
|                                                   | Château du Riau                         | Villeneuve-sur-Allier          |                                                                         | visitable                                                 |                             |              |
|                                                   | Château de Rilhat                       | Cognat-Lyonne                  |                                                                         |                                                           |                             |              |
|                                                   | Château de La Rivière                   | Chareil-Cintrat                |                                                                         |                                                           |                             |              |
|                                                   | Château des Roches                      | Aubigny                        |                                                                         |                                                           |                             |              |
| Ruine ou disparu                                  | Château de Rochefort                    | Besson                         |                                                                         |                                                           |                             |              |
| Château fort                                      | Château de Rochefort                    | Saint-Bonnet-de-Rochefort      |                                                                         |                                                           |                             |              |
| Classicisme, classique                            | Château des Sacrots                     | Agonges                        | Inscrit MH (2001) · Notice no PA03000014                                | XVIIe siècle                                              |                             |              |
|                                                   | Château de Saint-Augustin               | Château-sur-Allier             |                                                                         | visitable                                                 |                             |              |
|                                                   | Château de Saint-Genest                 | Saint-Genest                   |                                                                         |                                                           |                             |              |
|                                                   | Château de Saint-Hubert                 | Chavenon                       |                                                                         | XIXe siècle, monastère orthodoxe                          |                             |              |
|                                                   | Château de Saint-Laurent                | Châtel-de-Neuvre               |                                                                         |                                                           |                             |              |
|                                                   | Château de Saligny                      | Saligny-sur-Roudon             |                                                                         |                                                           |                             |              |
|                                                   | Château de la Salle                     | Meillers                       |                                                                         |                                                           |                             |              |
| Château fort                                      | Château de la Salle                     | Vieure                         |                                                                         |                                                           |                             |              |
| Château fort · Style Louis XIII                   | Château de Sallebrune (Salbrune)        | Beaune-d'Allier                | Inscrit MH (1992) · Notice no PA00093420                                | tour ronde médiévale (XIIIe et XVe siècles), XVIIe siècle | 46° 15′ 26″ N, 2° 53′ 43″ E |              |
|                                                   | Château de Salles                       | Saint-Germain-de-Salles        |                                                                         |                                                           |                             |              |
|                                                   | Château de Sceauve                      | Chavenon                       |                                                                         |                                                           |                             |              |
|                                                   | Château de Segange                      | Avermes                        |                                                                         |                                                           |                             |              |
| Château fort                                      | Château de la Souche                    | Doyet                          |                                                                         |                                                           |                             |              |
| Château fort                                      | Château de Thoury                       | Saint-Pourçain-sur-Besbre      |                                                                         | visitable                                                 |                             |              |
| Château fort                                      | Donjon de la Toque                      | Huriel                         |                                                                         | visitable                                                 |                             |              |
|                                                   | Château des Torcy                       | Garnat-sur-Engièvre            |                                                                         |                                                           |                             |              |
| Château fort                                      | Château de Toury                        | Neuvy                          | Notice no IA03000247                                                    | Moyen Âge                                                 | 46° 35′ 27″ N, 3° 16′ 34″ E |              |
| Château fort · Ruine ou disparu                   | Château de Trézelles                    | Trézelles                      |                                                                         | Moyen Âge                                                 | 46° 19′ 41″ N, 3° 35′ 36″ E |              |
|                                                   | Château de Tronçay                      | Chevagnes                      |                                                                         |                                                           |                             |              |
|                                                   | Château de la Tuilerie                  | Agonges                        |                                                                         |                                                           |                             |              |
| Château fort · Classicisme, classique             | Château de Vallières                    | Neuvy                          |                                                                         | Moyen Âge, XVIIe siècle                                   | 46° 33′ 11″ N, 3° 18′ 24″ E |              |
|                                                   | Château de Vaux                         | Verneuil-en-Bourbonnais        |                                                                         |                                                           |                             |              |
| Château fort                                      | Château de Veauce                       | Veauce                         |                                                                         |                                                           |                             |              |
| Ruine ou disparu                                  | Château de Verneuil-en-Bourbonnais      | Verneuil-en-Bourbonnais        |                                                                         |                                                           |                             |              |
|                                                   | Château du Vieux-Bost                   | Besson                         |                                                                         |                                                           |                             |              |
| Classicisme, classique                            | Château du Vieux-Melay                  | Neuvy                          | Inscrit MH (1985) · Notice no PA00093249                                | XVIIe et XVIIIe siècles                                   | 46° 34′ 29″ N, 3° 15′ 56″ E |              |
| Renaissance                                       | Château de Villard                      | Trézelles                      |                                                                         | XVIe siècle                                               | 46° 18′ 49″ N, 3° 35′ 06″ E |              |
|                                                   | Château de Villars                      | Beaune-d'Allier                |                                                                         |                                                           |                             |              |
|                                                   | Château du Vousset                      | Verneuil-en-Bourbonnais        |                                                                         |                                                           |                             |              |